# مهزلة (دراما)

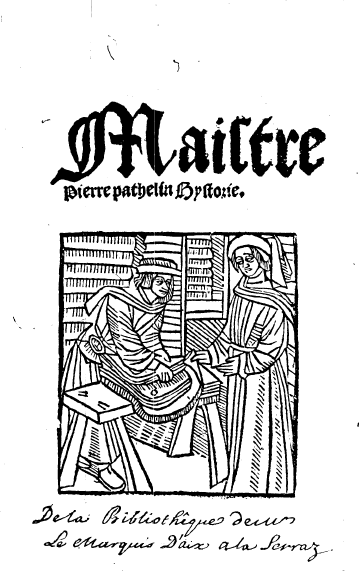

المهزلة أو المسرحية الهزلية أو الفَرْصَة (بالإنجليزية: Farce) هي مصطلح درامي يأتي من اللفظ اللاتيني (باللاتينية: farcire) بمعنى يفعم أو يحشي، ويشير إلى عرض كوميدي ساخر ونقدي كان يقام بين جزئي عرض تراجيدي أو درامي. وتوظف المهزلة كل أنواع الخدع والعناصر الدرامية والتعبيرات البدائية والعامية من شخصيات ومواقف قائمة على الكوميديا والسخرية والعرض لنماذج وشخصيات يذهبون إلى ما هو أبعد من الكوميديا إلى أن يصلوا في أغلب الأحيان إلى رؤية مضحكة وعبثية للسلوك الإنساني. ومن الجدير بالملاحظة أنه في مسرحيات كل من أريستوفان وبلاوتو تظهر إشارات واضحة لهذا النوع. ولم تصل المهزلة إلى درجة الإتقان حتى العصور الوسطى، وعلى سبيل المثال كانت مهزلة La Farce de Maître Pathelin. أما في إسبانيا فقد مارس هذا النوع كل من: خوان ديل إنثينا ولوكاس فيرنانديث وكريستوبال دي كاستييخو وأندريس برادو ولوبي دي رويدا وغيرهم.
سمح التركيز على كل من السخرية من المُسلّمات والنفاق الأخلاقي والاجتماعي للمهزلة أن تؤثر بقوة في أنواع أخرى، مثل الكوميديا فيالبورجوازي النبيل لموليير والدراما في شكل التراچيكوميديا مثل فيديريكو غارثيا لوركا في غراميات دون بيرليمبلين أو كارلوس أرنيتشس في عمله هو رجلي وفي الفاصل التمثيلي مسرح العجائب لميجيل دي ثيربانتس والمسرح الهزلي لأوجين لابيتشيه في قبعة إيطالية من القش وفي مسرح اللا معقول لرامون ماريا ديل بايي إنكلان وفي أعمال المسرح العبثي مثل في انتظار غودو لصمويل بيكيت والمغنية الصلعاء لأوجين يونسكو.